# Hautepierre-le-Châtelet
Hautepierre-le-Châtelet – miejscowość i dawna gmina we Francji, w regionie Burgundia-Franche-Comté, w departamencie Doubs. W dniu 1 stycznia 2016 roku z połączenia sześciu ówczesnych gmin – Athose, Chasnans, Hautepierre-le-Châtelet, Nods, Rantechaux oraz Vanclans – utworzono nową gminę Les Premiers Sapins. W 2013 roku populacja Hautepierre-le-Châtelet wynosiła 111 mieszkańców. 